# Polyommatus apicojuncta
Polyommatus apicojuncta är en fjärilsart som beskrevs av Tutt 1910. Polyommatus apicojuncta ingår i släktet Polyommatus och familjen juvelvingar. Inga underarter finns listade i Catalogue of Life.